# ハリソン (ニュージャージー州)
ハリソン（Harrison）は、アメリカ合衆国ニュージャージー州のハドソン郡にある町。人口は1万9450人（2020年）。ニューヨーク都市圏にあり、伝統的に工業が盛んな町である。ニューアーク (ニュージャージー州)の北に隣接しており、市街地はほぼ一体化している。
ハリソン駅周辺の土地利用計画が変わり、工業地から住宅地への転換が進行している。再開発地区の新住民は比較的裕福な世帯が多い。ニューアーク・リバティー国際空港に近いため厳しい高さ制限があり、低層の集合住宅が主体となっている。

## 交通
ハリソン駅は北東回廊上に位置しているが、アムトラックとニュージャージー・トランジットの列車は停車しない。停車するのはパストレインだけである。これはハリソン駅がニューアーク・ペン駅から1キロメートルしか離れていないことに起因している。

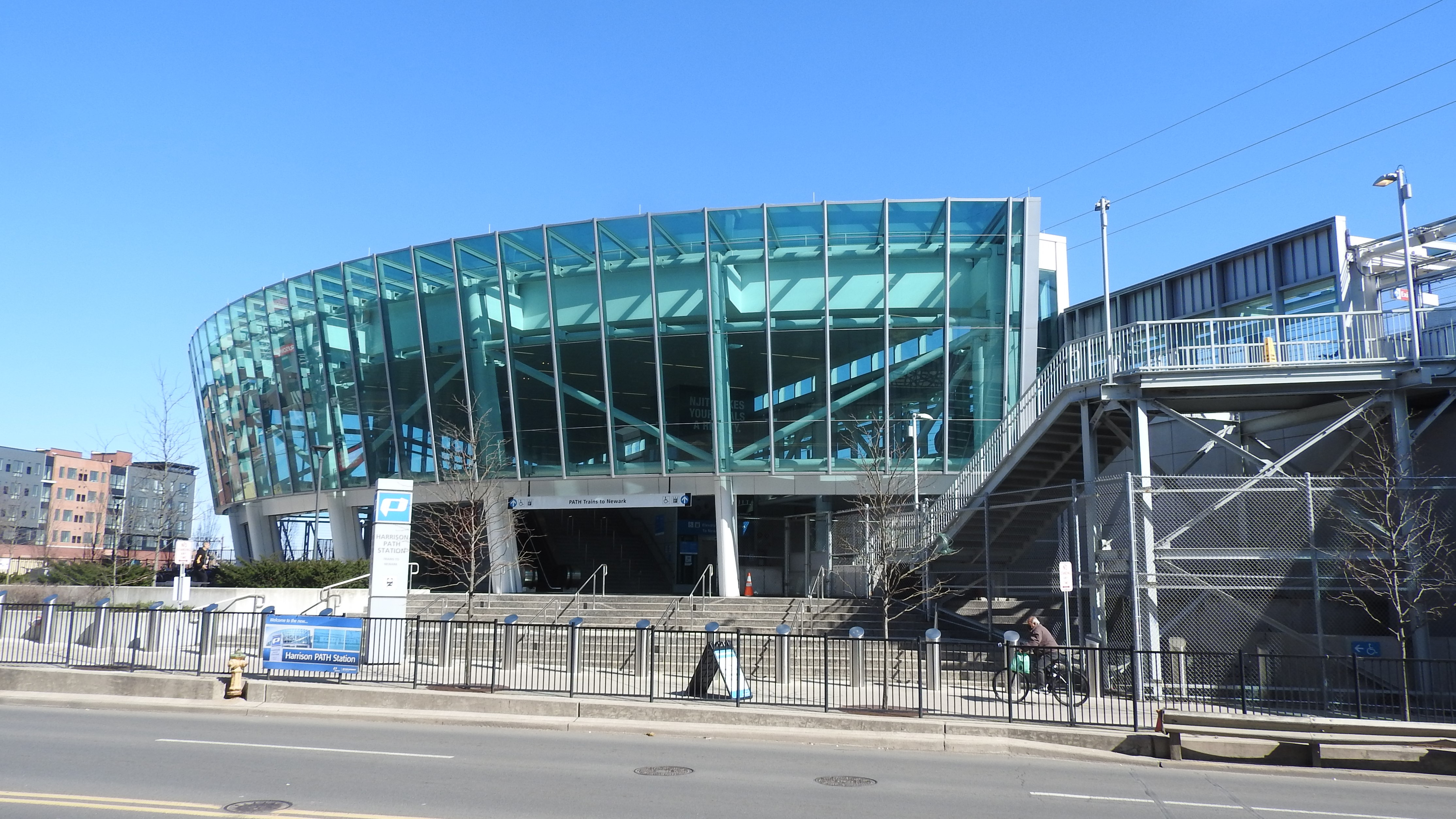
ハリソン駅北口